# Aozora shōjotai
Aozora shōjotai (青空少女隊?) è un manga scritto da Shimizu Toshimitsu e pubblicato da Tokuma Shoten nei primi anni '90. In seguito è stato adattato in una serie OAV prodotto dallo Studio Fantasia di 7 episodi tra il 1994 e il 1996. La serie anime è stata doppiata in lingua inglese dall'americana ADV Films. L'anime è edito anche a Hong Kong.

## Trama
La trama ruota attorno alle vicende di Takuya Isurugi, tecnico della Japan Air Force, il quale all'inizio della serie viene trasferito all'801º Tactical Training Squadron, un'importante squadra di acrobazia aerea. Isurugi è un timido otaku che inizialmente fa una cattiva impressione dinanzi ai quattro piloti del gruppo, tutte e quattro donne.
La trama, però, diviene subito quella di un anime harem quando due dei piloti, Miyuki Haneda e Arisa Mitaka, si innamorano di Isurugi. Questo fatto infiamma ulteriormente la già presente rivalità tra le ragazze, che causa parecchi problemi nella loro cooperazione aerea. Con la JASDF che considera la possibilità di scorporare l'unità, Isurugi deve persuadere le due ragazze a collaborare per le loro prestazioni acrobatiche e per la salvezza del team.

## Personaggi
- Takuya Isurugi (石動拓也?, Isurugi Takuya)

Protagonista della serie, Isurugi è un ansioso tecnico di aerei che ha una vera e propria passione per gli aeroplani. Si dimostra persona ottimista e positiva e crede che chiunque ami gli aerei non possa essere un soggetto malvagio. Cerca sempre di mantenere alto il morale del gruppo. Nonostante sia a conoscenza dell'amore che Miyuki e Arisa provano per lui, Isurugi cerca di mantenere ottimi rapporti con entrambe.
- Miyuki Haneda (羽田みゆき?, Haneda Miyuki)

Uno dei due piloti dell'801º, Miyuki è una ragazza gentile, cordiale, disponibile e che non si mette mai nei guai. Miyuki non va d'accordo con la sua collega Mitaka a causa della diversità del loro carattere. Nonostante la rivalità, le due svolgono un eccellente lavoro di squadra quando sono sull'aereo. Inizialmente Miyuki pensa che Isurugi sia un pervertito ma poi, conoscendolo meglio, se ne innamora.
- Arisa Mitaka (三鷹ありさ?, Mitaka Arisa)

Uno dei due piloti dell'801º, Arisa è una costante rivale di Miyuki. Arisa ha la pelle bruna e si dimostra sempre ostile ed aggressiva. Anche lei, come Miyuki, si innamorerà di Isurugi.
- Mitsuru Konishi (小西充?, Konishi Mitsuru)

Capitano dell'801º e rivale di Kengamine Kouji ai tempi della scuola, Konishi è una persona semplice che indossa sempre i suoi occhiali da sole. Mitsuru è molto disponibile con la sua squadra e cerca di non far dividere il suo team. Prima di divenire capitano, Mitsuru era segretamente innamorato di Sakura Saginomiya, la quale era però innamorato di Toshimitsu Tokaji, migliore amico di Mitsuru.
- Sakura Saginomiya (鷺ノ宮さくら?, Saginomiya Sakura)

Sakura è seconda nel comando dell'801º. Possiede un cane abbastanza anziano, a cui è molto affezionata, ed è una giocatrice d'azzardo compulsiva dato che scommette su qualsiasi cosa. Sakura ama molto il karaoke nonostante il suo team sia spaventato che lei canti. Quando Sakura era più giovane, era una delle migliori pilotesse aeree. Sia Tokaji che Konishi erano innamorati di lei ma Sakura aveva interesse solo per Tokaji.
- Yoko Shimorenjaku (下連雀ようこ?, Shimorenjaku Yōko)

Yoko è il personaggio più comico della serie. Ha i capelli rosa ed è bassa. Ama i dolci e il cibo spazzatura e quando si ubriaca il suo carattere diviene pessimo. Possiede una mazza "animale" che morde tutti quelli che di lei hanno paura. Yoko ha a volte un comportamento infantile ed è molto meno brava ed esperta di Mitaka e Miyuki.
- Kouji Kengamine (剣ヶ峰浩二?, Kengamine Kōji)

Kouji è il responsabile dell'80º, ruolo che detesta. Kouji cerca sempre di ottenere una promozione anche perché ritiene che l'idea dei piloti donna sia ridicola. È rivale di vecchia data di Mitsuru Konishi. Nonostante odi il suo team, lo difende quando i Thunderbirs, la squadra statunitense di volo acrobatico, ridicolizza la qualità dei piloti giapponesi.

## Velivoli
- Kawasaki T-4
- F-15 J Eagle
- F-4EJ Phantom II
- Kawasaki C-1
- C-130 Hercules
- F-16A Fighting Falcon (Thunderbirds)
- F-16B Fighting Falcon
- F-14 Tomcat
- Su-35 Super Flanker
- Tu-95 Bear
- UH-60 J Black Hawk
- KV-107
- Mitsubishi A6M5c Model 52c

## Doppiaggio
| Personaggi        | Voce giapponese  |
| ----------------- | ---------------- |
| Takuya Isurugi    | Shin'ichirō Miki |
| Miyuki Haneda     | Aya Hisakawa     |
| Arisa Mitaka      | Ai Orikasa       |
| Mitsuru Konishi   | Norio Wakamoto   |
| Sakura Saginomiya | Kikuko Inoue     |
| Yoko Shimorenjaku | Yukana           |
| Kouji Kengamine   | Hideyuki Umezu   |